# Podandrogyne coccinea
Podandrogyne coccinea là một loài thực vật có hoa trong họ Màng màng. Loài này được (Benth.) Woodson miêu tả khoa học đầu tiên năm 1948.